# Ngong (Kenia)
Ngong ist eine Stadt mit etwa 102.300 Einwohnern im Kajiado County in Kenia. Ngong liegt an den Ngong-Bergen, die Karen Blixen in ihrem Buch Jenseits von Afrika beschrieb. In der Nähe von Ngong befindet sich das Grab von Denys Finch Hatton.
Ngong ist das Wort der Massai für „Knöchel“.
1986/1987 erregte der Otieno-Fall, bei dem eine geplante Beerdigung in Ngong zu einem Rechtsstreit führte, für Aufsehen.